# Yoga
 Der er for få eller ingen kildehenvisninger i denne artikel, hvilket er et problem. Du kan hjælpe ved at angive troværdige kilder til de påstande, som fremføres i artiklen.

 "Yogi" omdirigeres hertil. For andre betydninger af Yogi, se Yogi (flertydig).
Yoga er et indisk system til indøvelse af åndedrætsteknik, kropsstillinger og moralske forskrifter. En yogi er en person, der praktiserer yoga.
Formålet med yoga er at opnå Samâdhi (den højeste tilstand), som er en form for salighed eller forløsning for yoga-udøveren. Den indiske mystiker Patanjali definerer i Yoga Sutras yoga således: "Yoga er kontrol af tankebølger i sindet."
"Yoga" betyder "at forene". Man arbejder med at forene og skabe harmoni mellem kroppen og sindet. De fysiske øvelser i yoga eller asanas, som de kaldes, styrker og arbejder med de svage områder i kroppen. Man udspænder og strækker de forkortede muskler og giver styrke til de svage. Man arbejder både med kroppens store og små muskler i fødder, tæer, fingre og hænder. 
Kroppen finder automatisk tilbage til sin naturlige tilstand. Ved at lytte til bevægelsen gennem åndedrættet bliver man opmærksom på de fysiske begrænsninger og kommer derfor ikke til at øve vold på kroppen: I de såkaldte asanas eller stillinger ser det ud som om man sidder/står helt stille, men der er hele tiden en lille bevægelse i kroppen i takt med åndedrættet og man søger at komme helt ud til kroppens naturlige begrænsninger.
Gennem vedvarende praktiseren af yoga kan stillingerne selv i hård fysisk yoga udføres meditativt. Og det siges,  at mennesker som regelmæssigt dyrker yoga kan trække den tid de udfører yoga fra deres søvn. De kan altså sove mindre.
Yoga kan dyrkes af alle mennesker uanset alder og køn, og det er ligegyldigt hvor smidig man er. Og oftest afslutter man en yoga session med afspænding. 

## Stilarter
Der findes et hav af yogastilarter. De er typisk grundlagt af forskellige yoga-guruer, som har genopdaget og udviklet den mere end 5000 år gamle indiske yoga.
Af de mere traditionelle stilarterne i Danmark er astanga-yoga, vinyasa-yoga, hatha-yoga og Yin-yoga nok de mest udbredte. 
Mange fitnesscentre udbyder yogatimer, hvor forskellige elementer fra disse stilarter er håndplukket – fx i form af poweryoga som er stærkt inspireret af astanga-yoga.

## Åndedrætsteknik
I yoga arbejdes ofte med forskellige typer af åndedrætsteknikker kaldet pranayama. Teknikkerne kan både være et redskab til at opnå indre og ydre ro og afstressning, og de kan sørge for optimal udnyttelse af lungekapaciteten.
Mange sportsudøvere supplerer deres træning med disse øvelser – fx fridykkere, som har brug for fuld åndedrætskontrol.
Pranayamateknikker skal for sikkerhedens skyld altid udøves under vejledning fra en lærer.

## Om
Udtales "Ôm". Lyden siges at være selve universets grundtone. Det er en vigtig lyd inden for yoga og er lige så gammel som yogaen selv. En beslægtet lyd er "aum", der retter sig mere mod den materielle virkelighed end mod den åndelige virkelighed.

## Shalaen
Det sted, hvor yoga-praksis afholdes, kaldes for shalaen. De fleste steder tages skoene af, før man går ind i shalaen.

## Kritik af yoga
Der har fra især kristent hold – ikke mindst fra Dialogcentrets side – været rejst kritik af den måde, yoga anvendes og opfattes på i Danmark. Kritikerne hævder, at yoga er betydelig mere religiøst og indføjet i hinduistisk religion end udøvere af yoga vil sige. Disse kritikere vil hævde, at de fysiske øvelser med de ekstreme kropsstillinger (asanas) ikke må opfattes som gymnastiske øvelser, der skal styrke kroppen, men tværtimod som bevidst unaturlige kropsstillinger, hvis hensigt er åndelige – bl.a. at bryde en art åndelige låse eller blokeringer for energien – bandhas – og bl.a. simpelthen at af-naturliggøre kroppen, så kroppen kan distancere sig fra den synlige, fysiske verden og i stedet hellige sig det religiøse aspekt.[kilde mangler]
Denne kritik er ikke delt af Folkekirken, der f.eks. anvender yoga ifm. stress-ramte præster.